# Claude Guyot
Claude Guyot (ur. 16 stycznia 1947 w Savigny-sur-Orge) – francuski kolarz szosowy, srebrny medalista mistrzostw świata.

## Kariera
Największy sukces w karierze Claude Guyot osiągnął w 1967 roku, kiedy zdobył srebrny medal w wyścigu ze startu wspólnego amatorów podczas mistrzostw świata w Heerlen. W zawodach tych wyprzedził go jedynie Brytyjczyk Graham Webb, a trzecie miejsce zajął Holender René Pijnen. Był to jednak jedyny medal wywalczony przez Guyota na międzynarodowej imprezie tej rangi. Ponadto w 1966 roku wygrał wyścig Paryż-Ezy oraz kryteria w Auxerre w 1968 roku oraz Pléneuf w 1969 roku. Nigdy nie wystąpił na igrzyskach olimpijskich. Jako zawodowiec startował w latach 1968-1970.